# 电动车通讯控制器
電動車通訊控制器（英語：Electric Vehicle Communication Controller，简称），是充电式电动车辆電動汽車上和充電樁通訊的設備。
电动车辆的有線充電可以分為直流充電和交流充電，直流充電的电动车辆，需要透過EVCC和充電樁進行通訊。交流充電的電動車輛，可以透過EVCC實現AutoCharge，插槍即充（plug and charge）等機能，也有些車載充電器（OBC）會整合此機能。EVCC也可以配合智慧電網進行車輛充電，或進行汽車到電網充電（V2G）的功能。
EVCC的作用類似網關，在車外設備（如充電樁）和車上電子控制器（ECU）之間交換資料，相關的標準有ISO 15118、DIN 70121等。